# Liuda Shuiku
Liuda Shuiku (kinesiska: 刘大水库) är en reservoar i Kina. Den ligger i provinsen Liaoning, i den nordöstra delen av landet, omkring 260 kilometer sydväst om provinshuvudstaden Shenyang. Liuda Shuiku ligger 79 meter över havet. Arean är 2,7 kvadratkilometer. Trakten runt Liuda Shuiku består till största delen av jordbruksmark. Den sträcker sig 1,9 kilometer i nord-sydlig riktning, och 3,8 kilometer i öst-västlig riktning.
Genomsnittlig årsnederbörd är 978 millimeter. Den regnigaste månaden är juli, med i genomsnitt 284 mm nederbörd, och den torraste är januari, med 9 mm nederbörd.